# Octosporella fusispora
Octosporella fusispora är en svampart som beskrevs av Y.J. Yao & Spooner 2006. Octosporella fusispora ingår i släktet Octosporella och familjen Pyronemataceae.   Inga underarter finns listade i Catalogue of Life.